# NAC in het seizoen 1960/61
Het seizoen 1960/1961 was het zevende jaar in het bestaan van de Bredase betaaldvoetbalclub NAC. De club kwam uit in de Eredivisie en eindigde daarin op de negende plaats. Tevens deed de club mee aan het toernooi om de KNVB Beker, hierin werd in de finale verloren van Ajax (0–3).

## Wedstrijdstatistieken

### Eredivisie
|       | ADO   | Ajax  | Alkmaar '54 | DOS   | DWS/A | Elinkwijk | Sportclub Enschede | Feijenoord | Fortuna '54 | GVAV  | MVV   | NOAD  | PSV   | Rapid JC | Sparta | VVV   | Willem II |
| ----- | ----- | ----- | ----------- | ----- | ----- | --------- | ------------------ | ---------- | ----------- | ----- | ----- | ----- | ----- | -------- | ------ | ----- | --------- |
| Thuis | 4 – 1 | 1 – 3 | 3 – 1       | 0 – 2 | 0 – 1 | 4 – 1     | 5 – 1              | 0 – 2      | 2 – 1       | 2 – 1 | 1 – 1 | 2 – 0 | 4 – 2 | 0 – 1    | 0 – 0  | 2 – 0 | 2 – 1     |
| Uit   | 2 – 3 | 4 – 1 | 3 – 0       | 0 – 4 | 5 – 2 | 1 – 2     | 6 – 2              | 2 – 0      | 4 – 1       | 2 – 1 | 1 – 1 | 2 – 3 | 2 – 2 | 1 – 3    | 3 – 1  | 6 – 1 | 1 – 0     |

### KNVB Beker
| Groepsfase                                      | EBOH                                                     | 0 – 5 (0 – 1)                      | NAC                                                                          |
| 17 augustus 1960 Plaats: Dordrecht Zuidendijk   |                                                          |                                    | –', –', –', –' Leo Canjels Hein van Gastel                                   |
| Groepsfase                                      | NAC                                                      | 1 – 1 (0 – 1)                      | Baronie                                                                      |
| 18 september 1960 Plaats: Breda Beatrixstraat   | Jacques Visschers 67'                                    |                                    | 19' Ad Kop                                                                   |
| Groepsfase                                      | RBC                                                      | 1 – 3 (1 – 2)                      | NAC                                                                          |
| 30 oktober 1960 Plaats: Roosendaal De Luiten    | Kees Vermunt                                             |                                    | –', 50' Jacques Visschers 43' Louis Overbeeke                                |
| Groepsfase                                      | NAC                                                      | 1 – 0 (1 – 0)                      | D.F.C.                                                                       |
| 12 februari 1961 Plaats: Breda Beatrixstraat    | Jacques Visschers 28'                                    |                                    |                                                                              |
| 1e ronde                                        | NAC                                                      | 2 – 1 (1 – 0, 1 – 1) Na verlenging | Eindhoven                                                                    |
| 25 april 1961 Plaats: Breda Beatrixstraat       | Hein van Gastel 3' Leo Canjels 91' (pen.)                |                                    | 61' Willy Slaats                                                             |
| 2e ronde                                        | ADO                                                      | 3 – 4 (1 – 1)                      | NAC                                                                          |
| 25 mei 1961 Plaats: Den Haag Zuiderparkstadion  | Mick Clavan 27', 52' Carol Schuurman 77'                 |                                    | 11' Johnny Geraeds 50' Frans Peters 53' Hein van Gastel 80' Frans van Deuren |
| Kwartfinale                                     | RBC                                                      | 0 – 4 (0 – 4)                      | NAC                                                                          |
| 1 juni 1961 Plaats: Roosendaal De Luiten        |                                                          |                                    | 10' Frans van Deuren 11' Leo Canjels 30' Hein van Gastel 40' Frans Peters    |
| Halve finale                                    | NAC                                                      | 3 – 0 (0 – 0)                      | HVC                                                                          |
| 7 juni 1961 Plaats: Nijmegen Goffertstadion     | Leo Canjels 50' Frans van Deuren 54' Hein van Gastel 83' |                                    |                                                                              |
| Finale                                          | Ajax                                                     | 3 – 0 (0 – 0)                      | NAC                                                                          |
| 14 juni 1961 Plaats: Den Haag Zuiderparkstadion | Henk Groot 78', 82', 88'                                 |                                    |                                                                              |

## Statistieken NAC 1960/1961

### Eindstand NAC in de Nederlandse Eredivisie 1960 / 1961
| Stand | Gespeeld | Gewonnen | Gelijk | Verloren | Punten | Doelpunten voor | Doelpunten tegen |
| ----- | -------- | -------- | ------ | -------- | ------ | --------------- | ---------------- |
| 9e    | 34       | 15       | 4      | 15       | 34     | 59              | 64               |

### Topscorers
| #                    | Naam              | Goal |
| -------------------- | ----------------- | ---- |
| 1.                   | Louis Overbeeke   | 15   |
| 2.                   | Jacques Visschers | 14   |
| 3.                   | Hein van Gastel   | 12   |
| 4.                   | Leo Canjels       | 5    |
| 5.                   | Theo Laseroms     | 4    |
| 6.                   | Cor Machielsen    | 2    |
| 6.                   | Daan Schrijvers   | 2    |
| 8.                   | Johnny Geraeds    | 1    |
| 8.                   | Cock Luyten       | 1    |
| Onbekende doelpunten |                   |      |
| –                    | Onbekend          | 3    |
| Totaal               | Totaal            | 59   |

| #      | Naam              | Goal |
| ------ | ----------------- | ---- |
| 1.     | Leo Canjels       | 7    |
| 2.     | Hein van Gastel   | 5    |
| 3.     | Jacques Visschers | 4    |
| 4.     | Frans van Deuren  | 3    |
| 5.     | Frans Peters      | 2    |
| 6.     | Johnny Geraeds    | 1    |
| 6.     | Louis Overbeeke   | 1    |
| Totaal | Totaal            | 23   |

## Voetnoten
ADO ·
Ajax ·
Alkmaar '54 ·
DOS ·
DWS/A ·
Elinkwijk ·
Sportclub Enschede ·
Feijenoord ·
Fortuna '54 ·
GVAV ·
MVV ·
NAC ·
NOAD ·
PSV ·
Rapid JC ·
Sparta ·
VVV ·
Willem II